# أنا الدكتور (فلم)
أنا الدكتور فيلم مصري من إنتاج عام 1968، قصة الفيلم مقتبسة من مسرحية «الدكتور كنوك» للكاتب الفرنسي جيل رومان، سيناريو وحوار وإخراج عباس كامل، بطولة فريد شوقي ونيللي.

## قصة الفيلم
يمارس الممرض إبراهيم مهنة الطب، ويشتري عيادة في قريته، تقع في حبه الفتاة اليتيمة نادية، يعمل على جمع أكبر قدر من المال بإيهام أهل القرية الأصحاء بأنهم مرضى، إلا أنه يندم لاحتياله على الأهالي وابتزازهم، يبادل نادية مشاعرها ، ويعترف لها بحقيقته، يعدها بالزواج بعد أن تنتهي مدة عقوبته إذ أنه يقرر تسليم نفسه للشرطة.

## بطولة
- فريد شوقي : (إبراهيم)
- نيللي : (نادية)
- محمد رضا : (الحاج عمر)
- توفيق الدقن : (توفيق)
- عادل إمام : (عبده)
- حسن مصطفى : (د. صادق عبد الحق)
- نادية سيف النصر : (أحلام)
- جورج سيدهم : (عبد الله)
- نوال الصغيرة : (حميدة)
- عمر الجيزاوي : (عبد الرحمن)
- محمد عبد الفتاح : (طفل)
- نفرتيتي : (طفلة)

## روابط خارجية
- مقالات تستعمل روابط فنية بلا صلة مع ويكي بيانات